# Командообразование

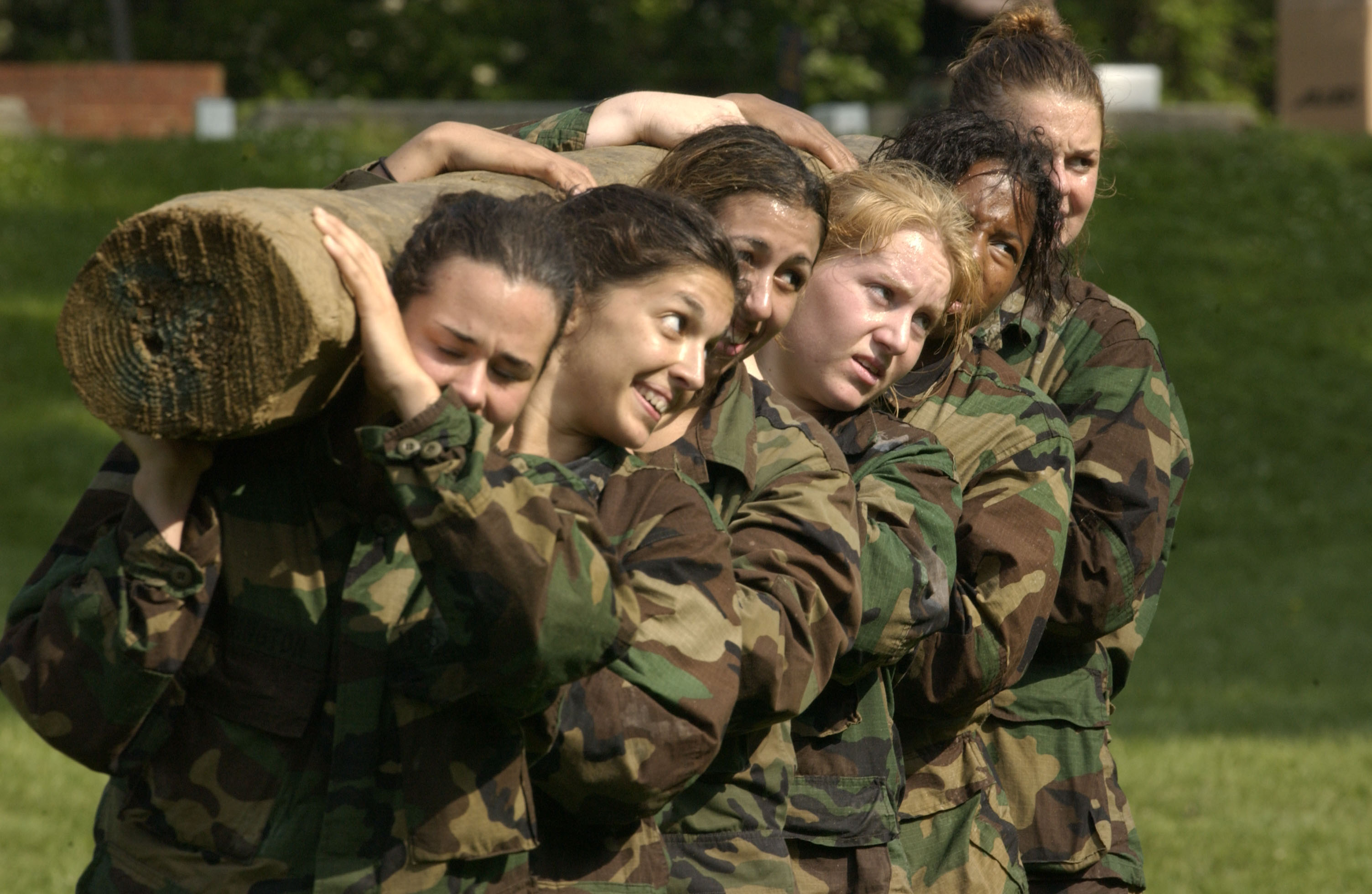
Американские военные используют подъём бревна как упражнение по тимбилдингу

Командообразова́ние (тимби́лдинг, англ. Team building — «построение команды») — термин, обычно используемый в контексте бизнеса и применяемый к широкому диапазону действий для создания и повышения эффективности работы команды. Идея командных методов работы была заимствована из спорта и стала активно внедряться в практику менеджмента в 60—70 годы XX века. В настоящее время тимбилдинг представляет собой одну из перспективных моделей корпоративного менеджмента, обеспечивающих полноценное развитие компании, и является одним из наиболее эффективных инструментов управления персоналом. Командное строительство направлено на создание групп равноправных специалистов различной специализации, сообща несущих ответственность за результаты своей деятельности и на равной основе осуществляющих разделение труда в команде.

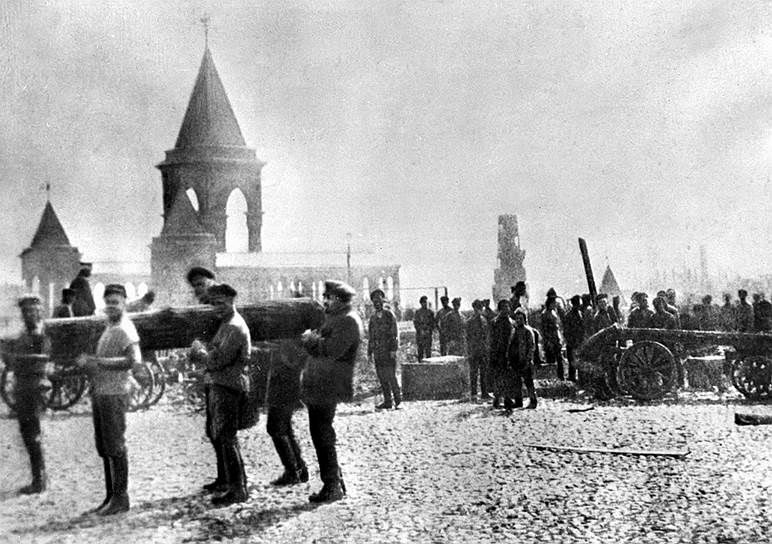
В. И. Ленин на субботнике в Московском Кремле, тимбилдинг

## Составляющие процесса командообразования

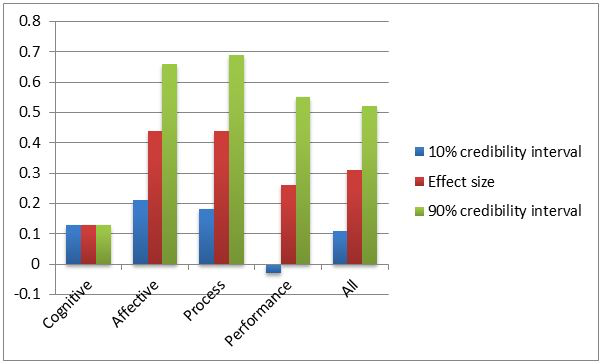
Влияние стратегий тимбилдинга на все 4 результата с интервалами достоверности 10% и 90%

1. Формирование и развитие навыков командной работы (team skills), которые являются основой системы внедрения командного менеджмента. Сюда можно отнести следующие навыки:
- гармонизация общей цели с целями персональными;
- принятие ответственности за результат команды;
- ситуационное лидерство (лидерство под задачу) и гибкое изменение стиля в соответствии с особенностями задачи;
- конструктивное взаимодействие и самоуправление;
- принятие единого командного решения и согласование его с членами команды.

2. Формирование командного духа (team spirit), то есть совокупности психологических феноменов, характеризующих неформальные отношения сотрудников к коллегам и организации. Развитие командного духа, по сути, представляет собой комплекс мер, направленных на:
- усиление чувства сплочённости, формирование устойчивого чувства «мы»;
- развитие доверия между сотрудниками, понимание и принятие индивидуальных особенностей друг друга;
- создание мотивации на совместную деятельность;
- создание опыта высокоэффективных совместных действий;
- повышение неформального авторитета руководителей;
- развитие лояльности участников программы по отношению к организации.

3. Формирование команды (teambuilding) — механические действия, по подбору, оптимизации структуры команды и функционально-ролевого распределения:
- эффективное использование сильных сторон состава команды;
- распределение ролей в команде для оптимального достижения результатов;
- формирование новой структуры при слиянии, поглощении, реструктуризации предприятия;
- создание рабочей обстановки при формировании проектных команд;
- налаживание горизонтальных связей внутри коллектива, региональных подразделений.

В сфере управления персоналом под этим термином понимают короткое (от двух часов до трёх дней) мероприятие по улучшению работы в команде: корпоративные программы, верёвочный курс, корпоративные праздники, корпоративное волонтёрство и корпоративная благотворительность. Косвенно под категорию мероприятий, которые приводят к эффекту командообразования относят также празднование дня рождения сотрудников, дня рождения компании, Нового года. Одним из эффектов таких мероприятий становится общая сплочённость коллектива, что является составляющей работы с командным духом.

## Внутриколлективный процесс
Также, под командообразованием понимают внутриколлективный процесс, подчинённый повышению сплочённости коллектива на основе общих ценностей и представлений. Ставит перед собой цели:
- формирование навыков успешного взаимодействия членов команды в различных ситуациях;
- повышение уровня личной ответственности за результат;
- переход из состояния конкуренции к сотрудничеству;
- повышение уровня доверия и заботы между членами команды;
- переключение внимания участника с себя на команду;
- повышение командного духа, получение заряда позитивного настроения;
- вывод команды на лидирующие позиции турнира.

## История тимбилдинга
Ещё на заре цивилизации, социализируясь и утрачивая агрессивность, люди обрели возможность к сотрудничеству и взаимовыручке. Появилась групповая территориальность, что способствовало консолидации людей в рамках одного коллектива и стало возможным только благодаря умению вести коллективную трудовую деятельность, как на охоте, так и в быту. Можно сказать, что тимбилдинг, в современном понимании этого термина, возник как вынужденная мера для повышения эффективности коллективных действий групп людей. При этом, всегда во главе таких действий был лидер (вожак, вождь) или группа лидеров.
Вопрос эффективности групповых действий особенно остро вставал в ходе охоты и войны, поэтому основоположниками современного тимбилдинга можно считать мероприятия, проводимые для поддержания боевого духа и сплочённости солдат. Платон говорил: «Ты узнаешь больше о человеке за час игры, чем за год разговоров». Ещё во времена античности стало понятно, какова важность поддержки командного духа. Полководцы проводили специальные физические упражнения и соревнования на силу, выносливость и изобретательность. Это способствовало поддержанию боевого духа и сплочённости солдат в войсках. В наше время это понятие вошло под названием team spirit («командный дух»).
Проходили годы, сменялись эпохи и поколения. В светлые головы дальновидных руководителей крупных компаний закралась мысль о необходимости использования методики, напоминающей современный тимбилдинг, для повышения эффективности группового труда. Особенно остро этот вопрос встал в эпоху промышленной революции. Однако, эффективные научные разработки так и не были созданы, либо не дошли до нас.
Активно использовать комплекс игровых методик, объединённых идеей сплочения команды, начали в 1940-х годах в Великобритании, Франции и США посредством коллективных спортивных игр. Целью таких игр было сплочение группы мало знакомых людей для эффективного выполнения общей задачи. Результаты применения таких игр показали свою результативность и стали применять для тренировки военнослужащих.

## Виды командообразования
Существует 3 вида командообразования, каждый из которых имеет свою цель и формат командообразования:
- Стратегическая сессия — формат направленный на синхронизацию планов компании.
- Тимбилдинг — формат направленный на совместные активности и досуг команды, целью которого является сплочения команды.
- Выездные спринты — формат работы удалённых команд для синхронизации достижения единой цели и улучшения эмоциональных связей между сотрудникам. Чтобы наиболее эффективно раскрыть потенциал командообразования, компании используют метод Стефорда, который наилучшим образом раскрывает потенциал подобных командных выездов.